# Friastelas
Friastelas é uma povoação portuguesa sede da Freguesia de Friastelas do Município de Ponte de Lima, freguesia com 4,20 km² de área e 430 habitantes (censo de 2021), tendo, por isso, uma densidade populacional de 102,4 hab./km².

## Demografia
A população registada nos censos foi:
| Distribuição da População por Grupos Etários | Distribuição da População por Grupos Etários | Distribuição da População por Grupos Etários | Distribuição da População por Grupos Etários | Distribuição da População por Grupos Etários |
| -------------------------------------------- | -------------------------------------------- | -------------------------------------------- | -------------------------------------------- | -------------------------------------------- |
| Ano                                          | 0-14 Anos                                    | 15-24 Anos                                   | 25-64 Anos                                   | > 65 Anos                                    |
| 2001                                         | 117                                          | 68                                           | 243                                          | 87                                           |
| 2011                                         | 75                                           | 63                                           | 219                                          | 93                                           |
| 2021                                         | 47                                           | 65                                           | 221                                          | 97                                           |

## Património
- Igreja de São Martinho de Friastelas
- Capela do Senhor da Saúde